# Калитиново
Кали́тиново (болг. Калитиново) — село в Старозагорській області Болгарії. Входить до складу общини Стара Загора.

## Населення
За даними перепису населення 2011 року у селі проживали 729 осіб.
Національний склад населення села:
| Національність   | Кількість осіб | Відсоток |
| ---------------- | -------------- | -------- |
| цигани           | 326            | 53,0%    |
| болгари          | 279            | 45,4%    |
| Всього відповіли | 615            |          |

Розподіл населення за віком у 2011 році:
Динаміка населення: